# أيرو فايترز
أيرو فايترز (بالإنجليزية: Aero Fighters)، وتسمى في النسخة اليابانية سونيك وينغز "Sonic Wings"، هي لعبة فيديو يابانية، من تطوير ونشر شركة فيديو سيستم، صدرت اللعبة في الأسواق سنة 1992، وتعمل على منصتي آركيد وسوبر نينتندو إنترتينمنت سيستم، وهي الجزء الأول من سلسلة أيرو فايترز.